# Hochnebel in der Schweiz

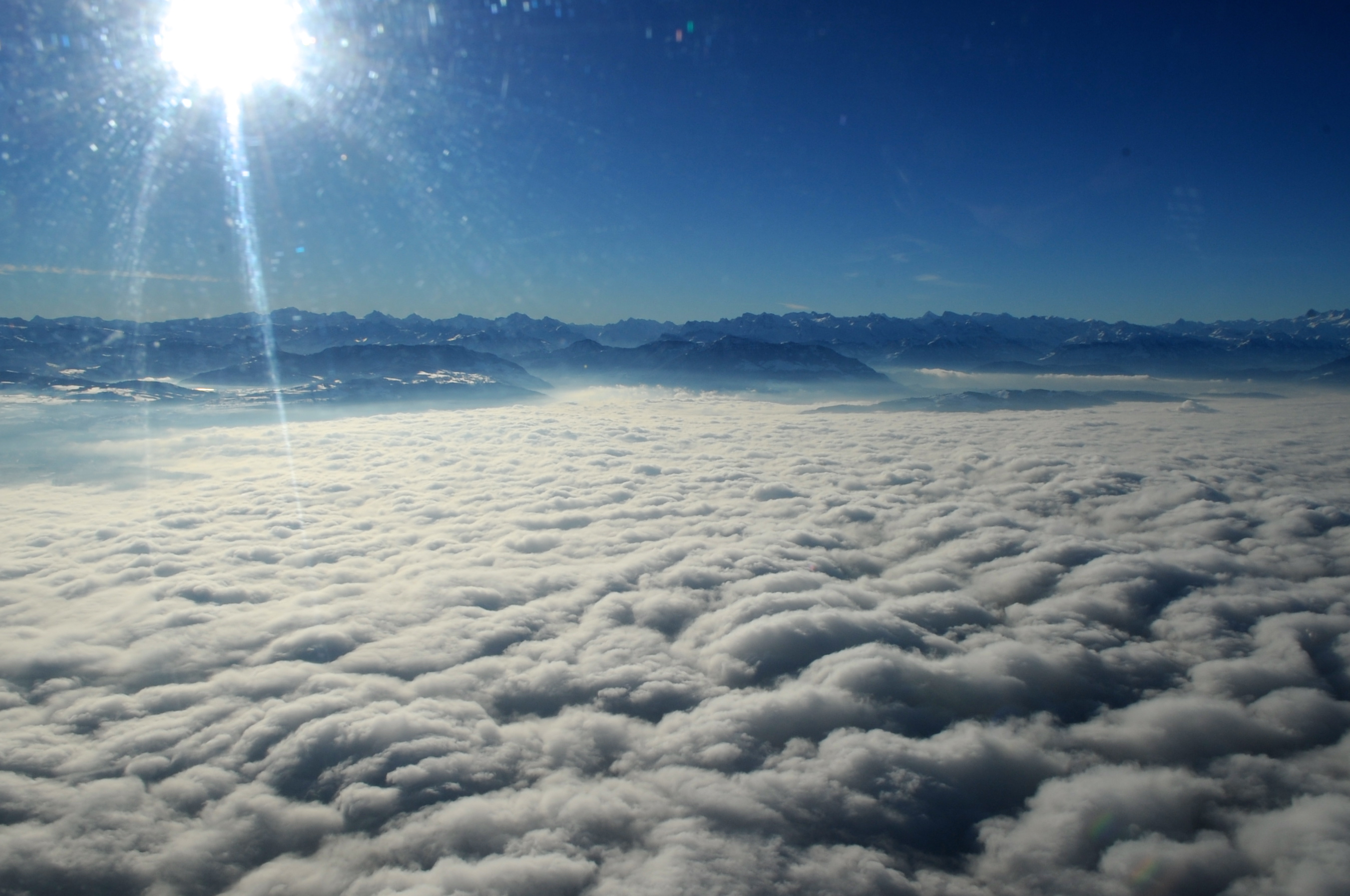
Hochnebel über dem Mittelland

Die als Hochnebel bezeichnete Wolkenform Stratus kann im Schweizer Mittelland aufgrund der Troglage grundsätzlich während des ganzen Jahres auftreten. Typischerweise sind solche Lagen wetterwirksam zwischen September und April: Der Effekt ist in der Schweiz so gross, dass die jährliche Sonnenscheindauer im Alpenraum trotz der häufigen Staulagen an Alpen und Voralpen (mit Wolkenbildung nur entlang der Berge) höher ist als im dicht besiedelten Mittelland.

## Häufigkeit
Während die Luftschichtung für Hochnebel im Mittelland grundsätzlich auch im Sommer vorkommt, unterscheidet sich im Jahresverlauf die Quote, mit welcher sich der Hochnebel auflöst:
Ab März lösen sich auch die eher stabilen Nebelmeere mit einer Obergrenze von 1500 Meter zu etwa 80 Prozent im Tagesverlauf auf. Anfang Januar liegt die Quote bei 30 Prozent, Ende November gar bei nur 18 Prozent. Verantwortlich für diesen Unterschied ist die Sonnenscheindauer und der Sonnenstand, also der Einfallswinkel des Sonnenlichts. Es kann statistisch von 25 Tagen flächendeckendem Nebel im Mittelland ausgegangen werden.
Die gefühlte Dauer der Nebelperiode unterscheidet sich von der messbaren Häufigkeit durch die nicht einfache Wettervorhersage, da das Vorhandensein und die Auflösung der Nebeldecke nicht zuverlässig funktioniert.
Das Symbol für den Hochnebel im Wetterbericht ist dementsprechend viel häufiger anzutreffen. Von 1. September bis 29. November 2011 fand sich das Symbol an 52 Tagen zumindest in einem Teil des Landes. Im 2012 tauchte das Hochnebelsymbol im Wetterbericht erstmals am 6. September auf, im Jahre 2013 erwähnte SRF Meteo lokalen Hochnebel am 21. August. Das heisst, dass es sich nicht mehr um sich rasch auflösenden Morgennebel handelt.

## Effekt

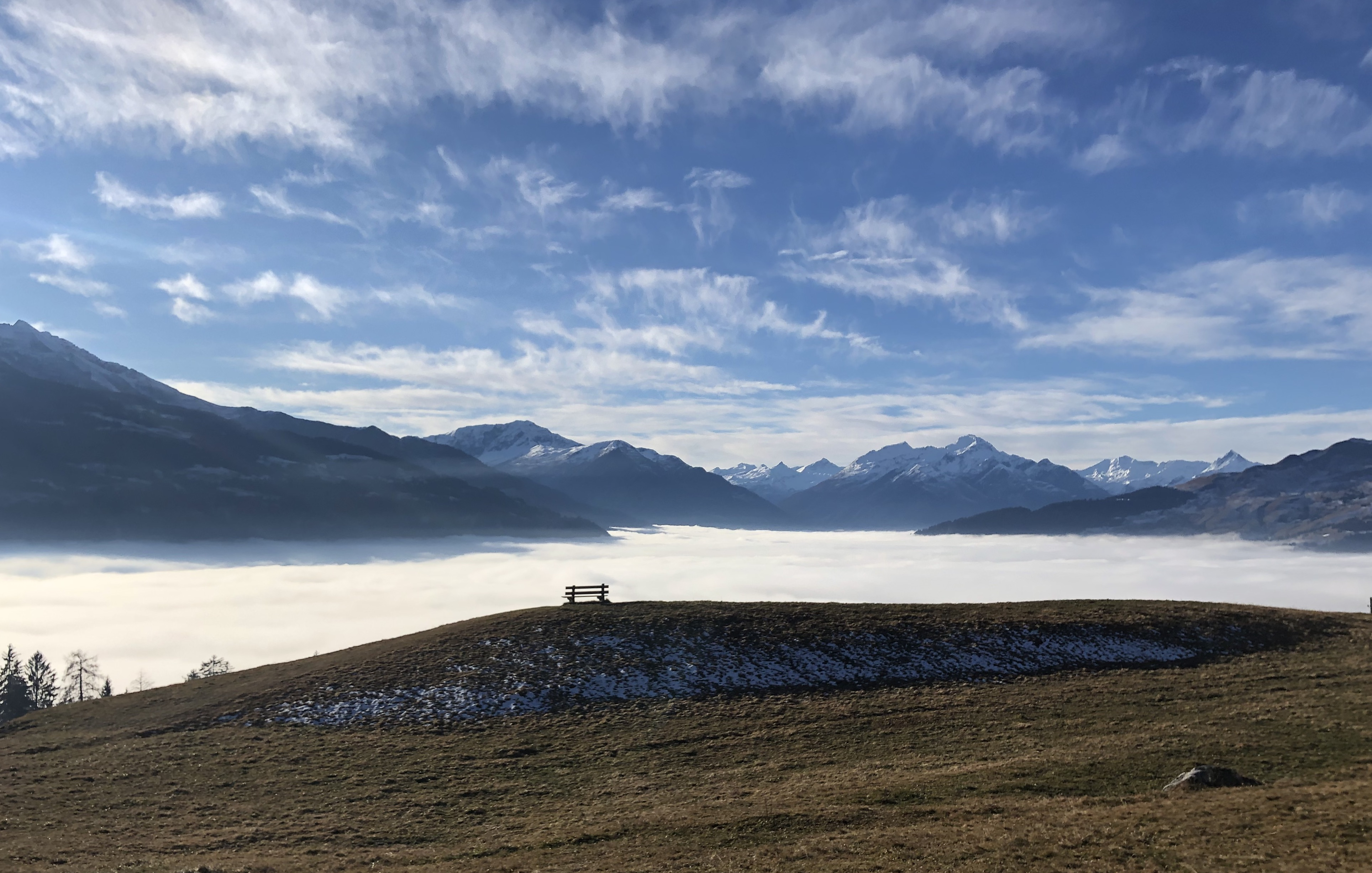
Nebelmeer über der Gruob in der unteren Surselva auf ca. 1300 Meter

Die Hochnebel-Lage zeichnet sich durch eine Temperatur-Umkehr aus: Kalte Luft liegt unter wärmerer Luft und kann aus dem «See», der sich im Trog des Mittellandes bildet, während einer windarmen Hochdrucklage nicht entweichen. Hochnebel entsteht wie Nebel, wenn die unteren Schichten der Atmosphäre feucht oder kalt sind durch
- nächtliche Abkühlung
- Verdunstung nach starkem Regen
- Zufuhr kalter Luft (Bise)

oder durch eine Kombination dieser Effekte.
Die Topografie ist dabei der entscheidende Faktor, die Gewässer spielen weniger eine Rolle oder wirken sogar ausgleichend. Gemäss Nebeltage-Karte im Atlas der Schweiz liegt am Zürichsee viel weniger Nebel als im weiterführenden Limmattal westlich der Stadt Zürich.
Dünner Hochnebel löst sich im Laufe des Tages in Dunst auf, während er sich bei Hochdruckwetterlage und Inversionslage im Winterhalbjahr über mehrere Tage oder im Falle einer Omega-Lage über Wochen stabilisiert und langsam immer dicker und zäher wird. In dicht besiedelten Regionen mit mehr Emissionen beginnt es sogar zu nieseln oder, falls es kalt genug ist, leicht zu schneien. Von Sonnenschein und Trockenheit kann dann trotz Hochdruckeinflusses keine Rede sein.
Aufgrund des mangelnden Luftaustausches werden die Feinstaub-Grenzwerte in Nebelgebieten regelmässig überschritten.
Der Temperaturunterschied zwischen den Schichten kann durchaus 25 Grad Celsius betragen, so am 3. Dezember 2013, als in Gais auf 900 Metern eine Temperatur von −15 Grad herrschte und auf dem 700 Meter höheren Kronberg eine von +10 Grad.
Die Höhe (Obergrenze) des Hochnebels liegt bei zirka 800 Metern, wenn die Druckverteilung schwach ist. Bei Südwestwinden sinkt die Hochnebelgrenze, bei Bise hingegen steigt sie, und zwar umso mehr, je stärker die Bise ist.

## Regionales Vorkommen

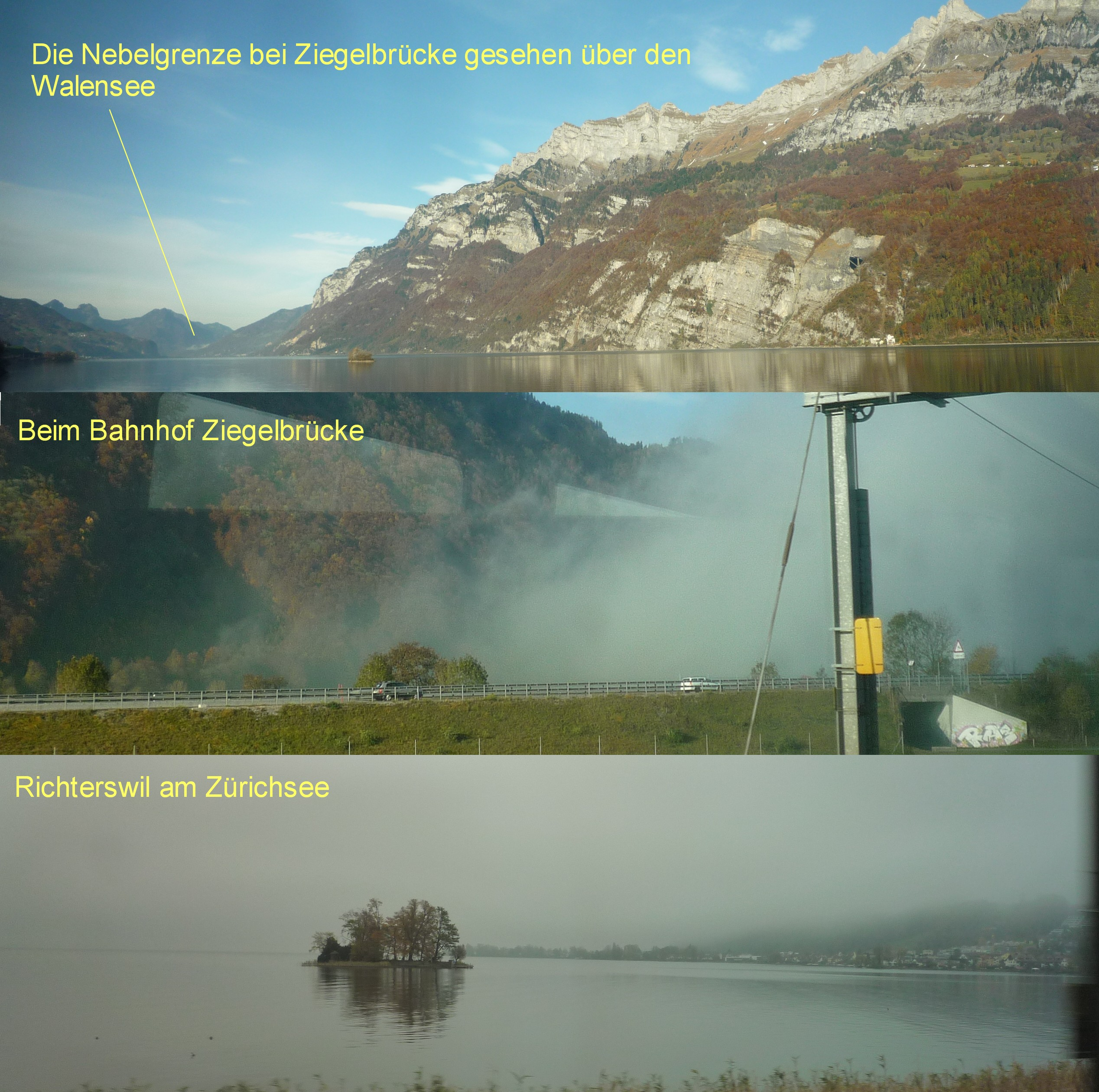
Eine typische Nebelgrenze bei Obergrenzen unter 800 Metern liegt bei Ziegelbrücke

Die Nebel-Hauptgebiete lassen sich gut auf der Sonnenscheindauerkarte eines Wintermonates (besonders gut im etwas wärmeren Februar) erkennen und umfassen das gesamte Mittelland. Besonders vom Nebel betroffene Gebiete sind das Reusstal unterhalb Muri, das Berner Seeland, der Unterthurgau sowie auch die Stadt Luzern und der Trog hinter dem Vierwaldstättersee von Buochs bis Sarnen. Bei einer Obergrenze von 800 Metern gelingt es dem Hochnebel nicht, in andere Täler der Voralpen einzudringen. Dies führt zum Vorhandensein eines bisweilen ganz abrupten Nebelrandes und lässt den grössten Teil der eigentlich tiefer gelegenen Täler der Alpen nebelfrei.
Bei höherer Obergrenze, zirka um 1500 Metern, rechnet MeteoSchweiz jeweilen mit dem Eindringen des Nebels bis in die grossen Täler des Alpenhauptkamms. Es gibt jedoch schlicht keine statistischen Daten zum Nebel, wie Felix Blum von SF Meteo am 25. Oktober 2012 im Radio erklärte. Es sei allerdings eine tendenzielle Verschiebung der Lage der jeweiligen Hochdruckgebiete von Russland im Nordosten gegen mehr im Norden liegende Gebiete festzustellen, was eine stärkere Bise und damit höhere Nebelgrenzen und ein tieferes Eindringen in die Alpentäler mit sich bringe. Davon betroffen seien insbesondere die Region Thuner- und Brienzersee bis Meiringen oder das Rheintal bis Chur.

## Illustration

Entstehung von Hochnebel im St. Galler Rheintal am 7. Oktober 2010
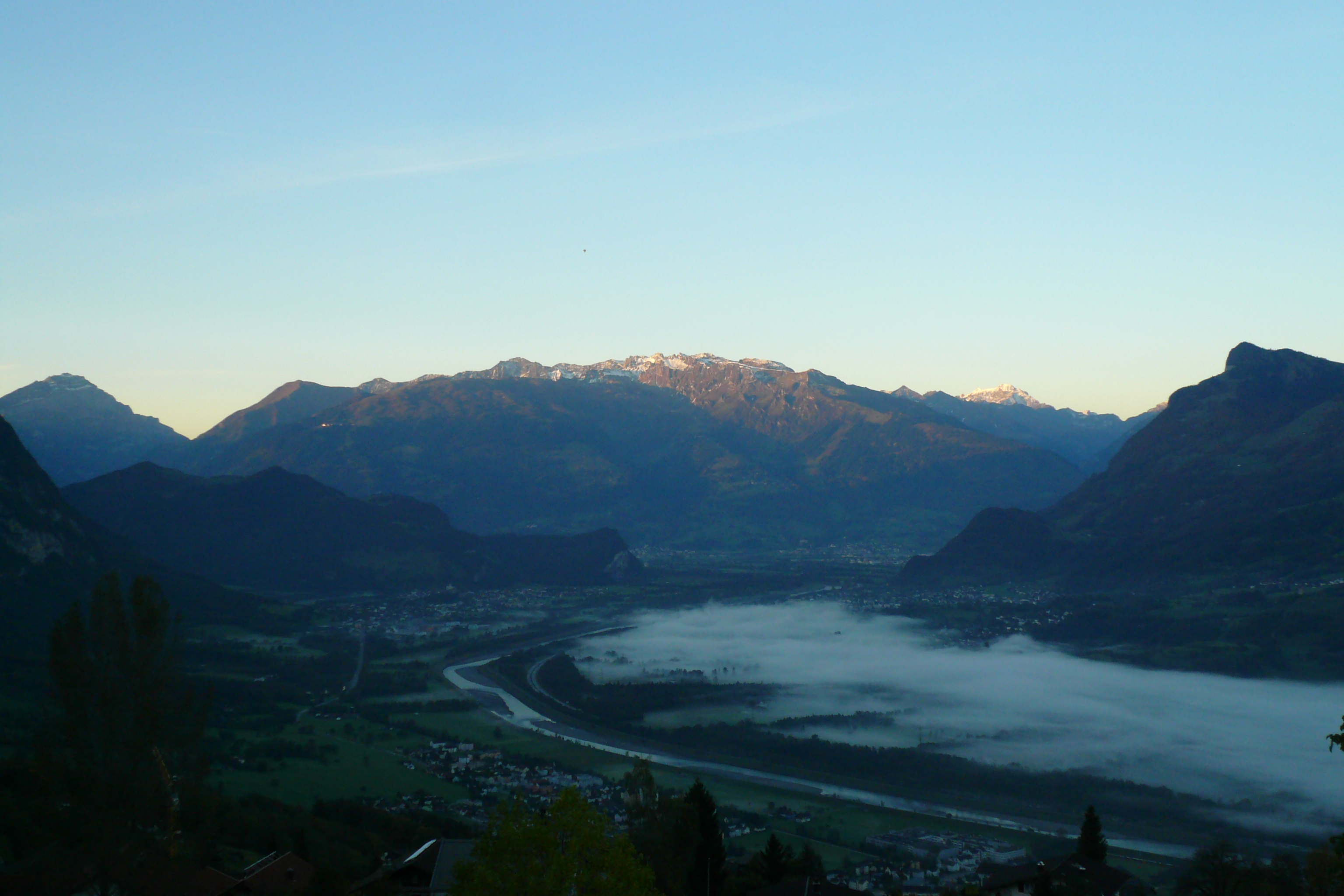
07:45h, Bodennebel zieht Nord nach Süd (Bise) ins Rheintal, Bildmitte hinten Sargans. Masten von Hochspannungsleitungen ragen aus dem Nebel.
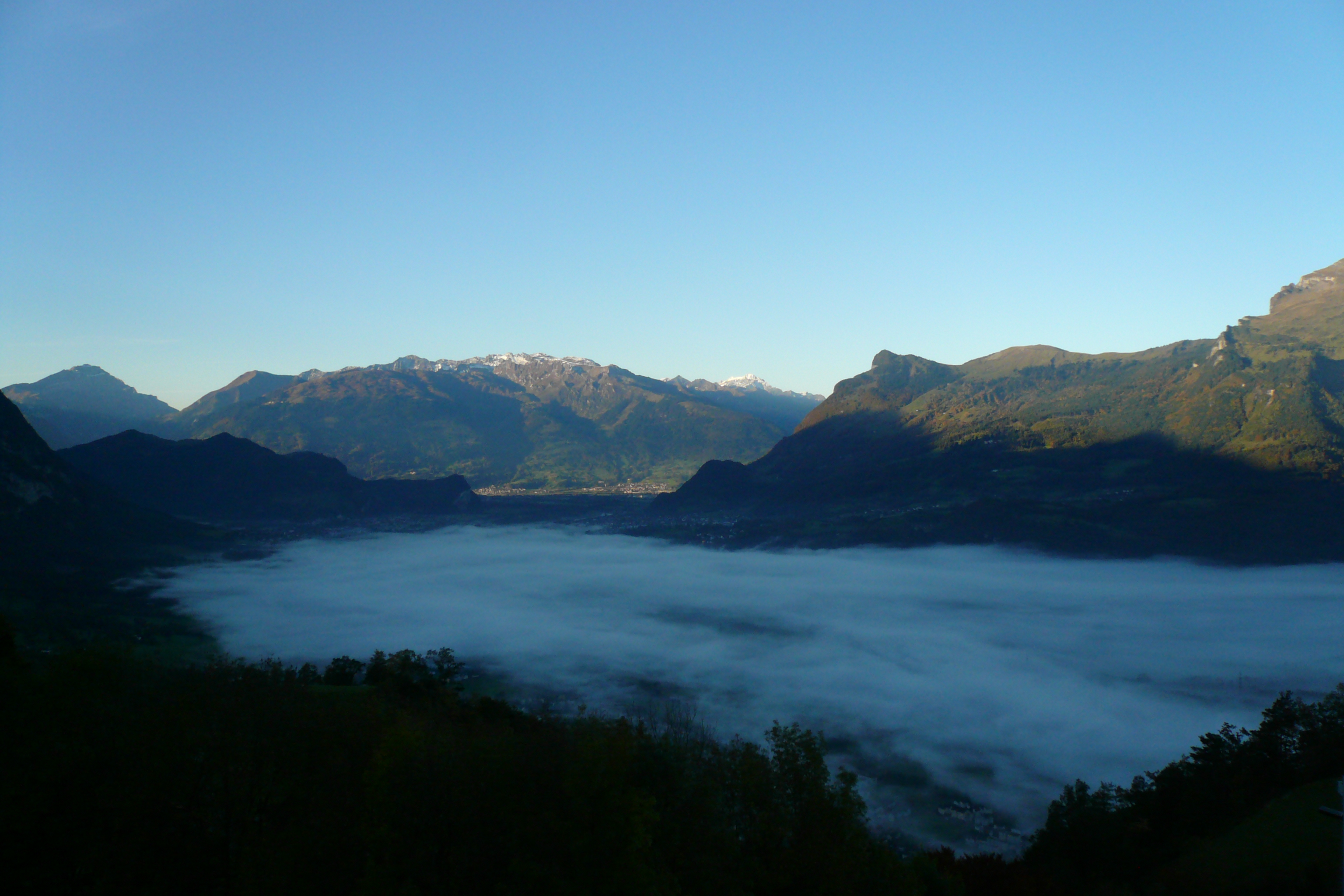
08:19h, der Nebel fliesst über den Rhein.
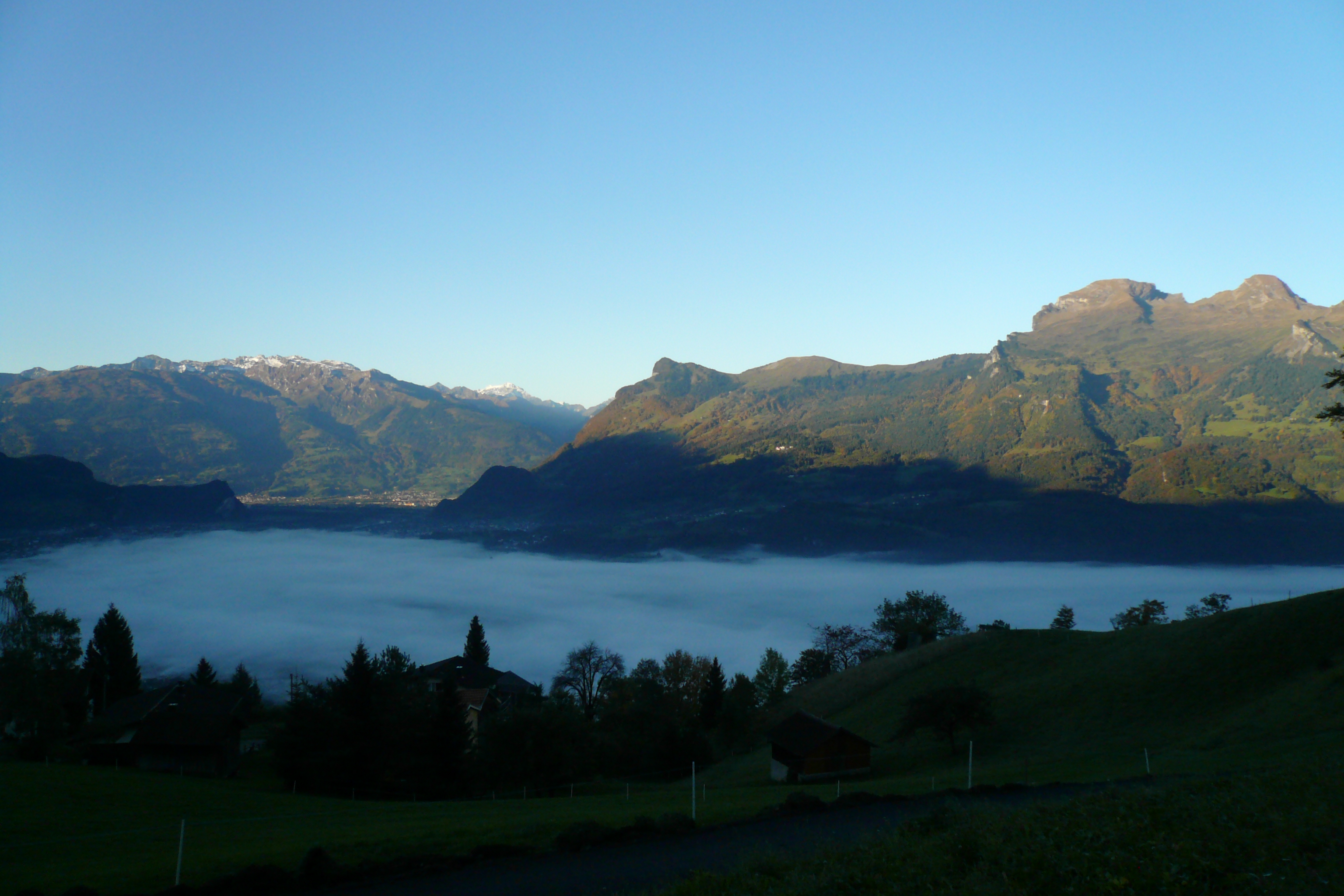
08:24h, der Nebel steigt an.
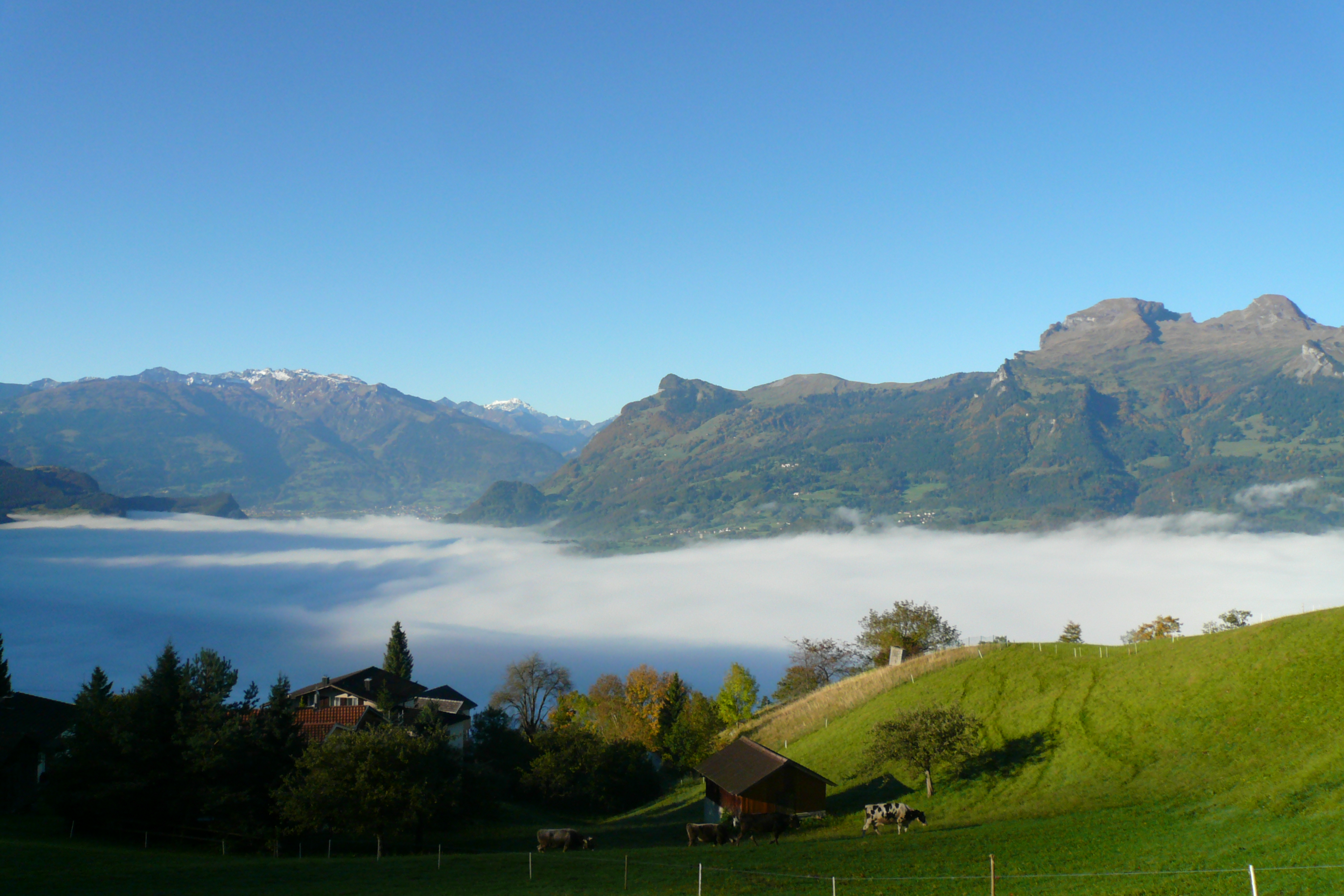
09:21h, der Nebel steigt weiter an und erreicht bis 11:30h 900 Meter, also 450 Meter über dem Talboden.
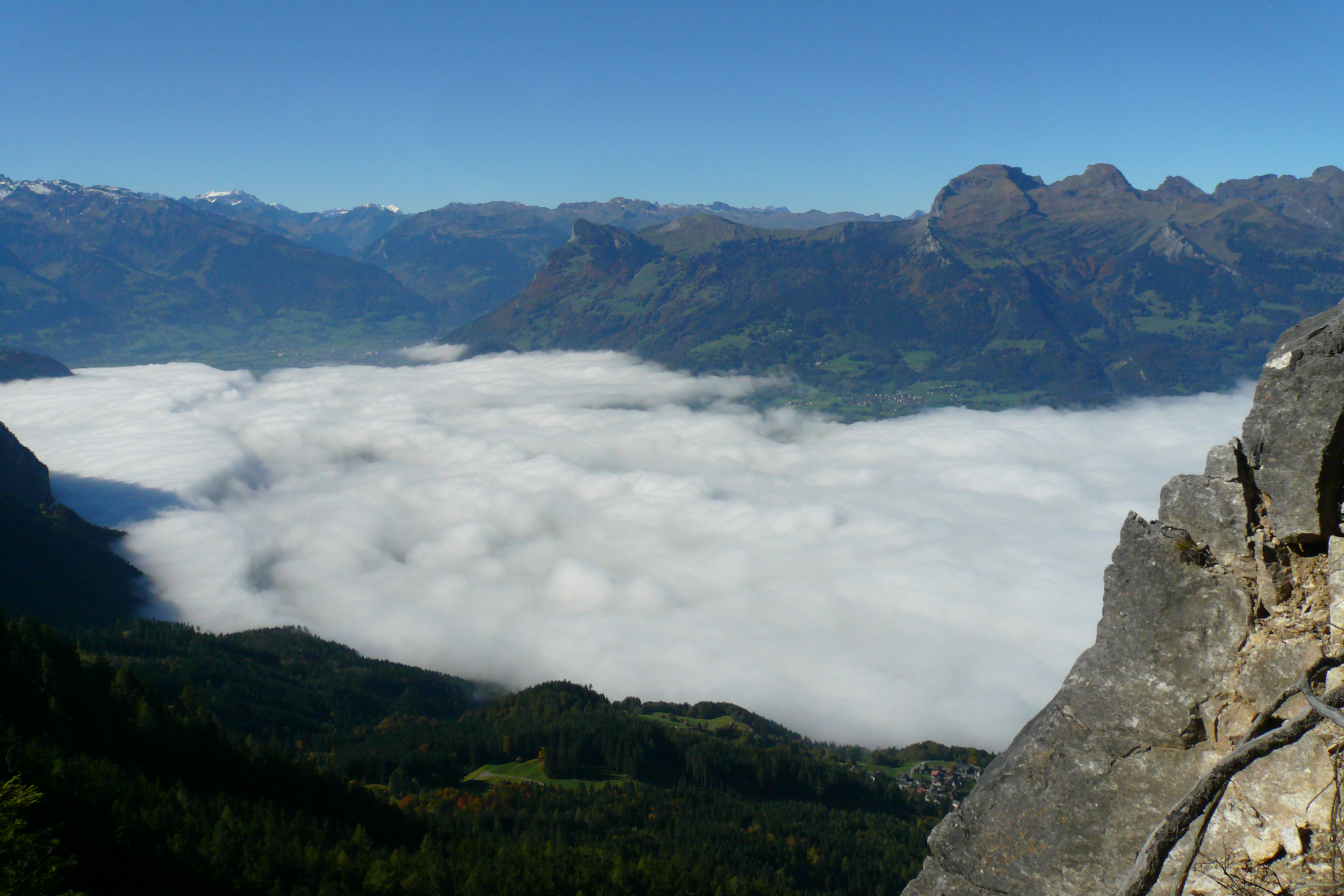
11:55h, der Nebel erreicht über 1000 Meter (der Fotostandort 9:21h im Nebel), kann jedoch nicht ins Seeztal bei Sargans eindringen.
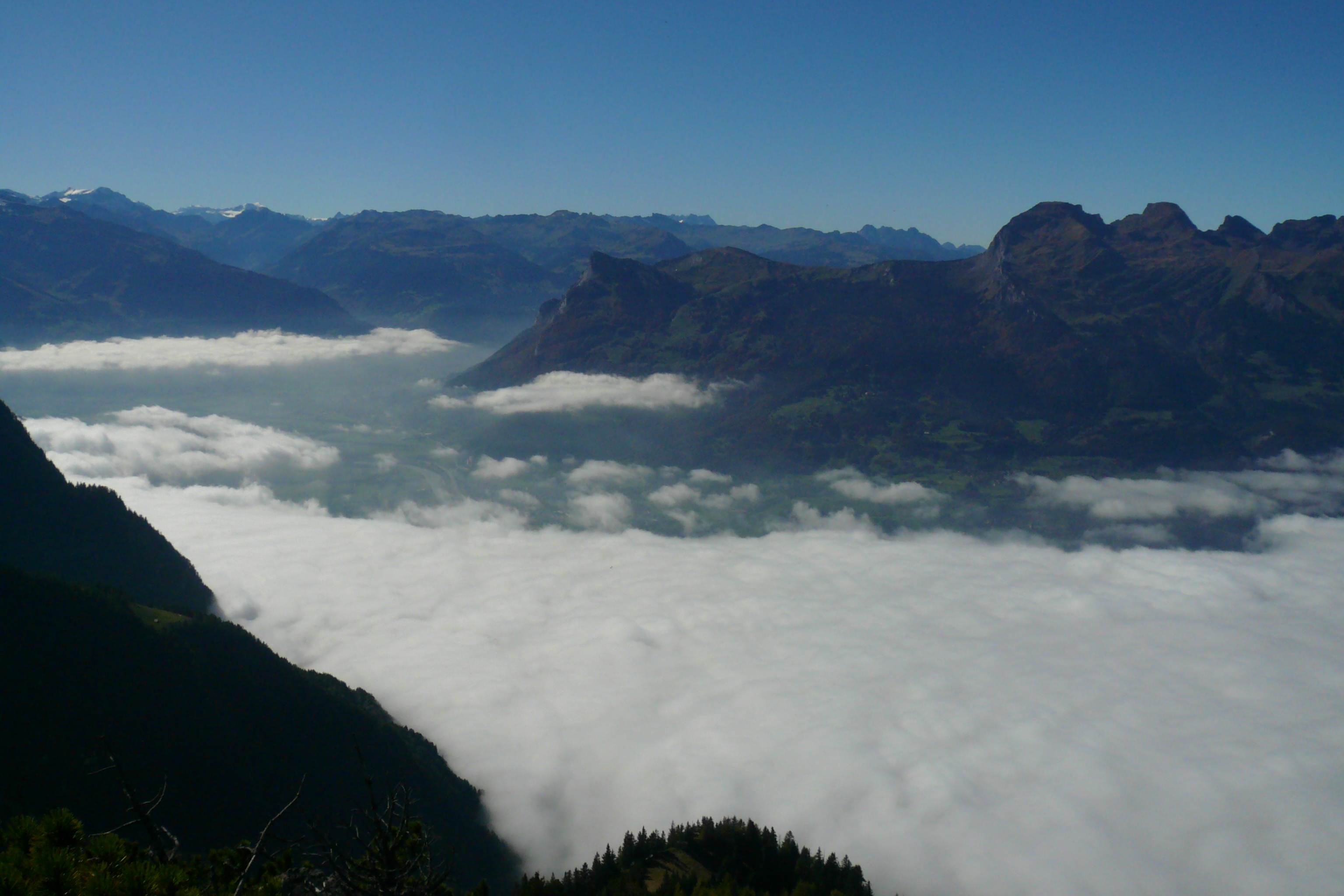
14:25h, die Tageswärme brennt einige Lücken in die Nebeldecke.
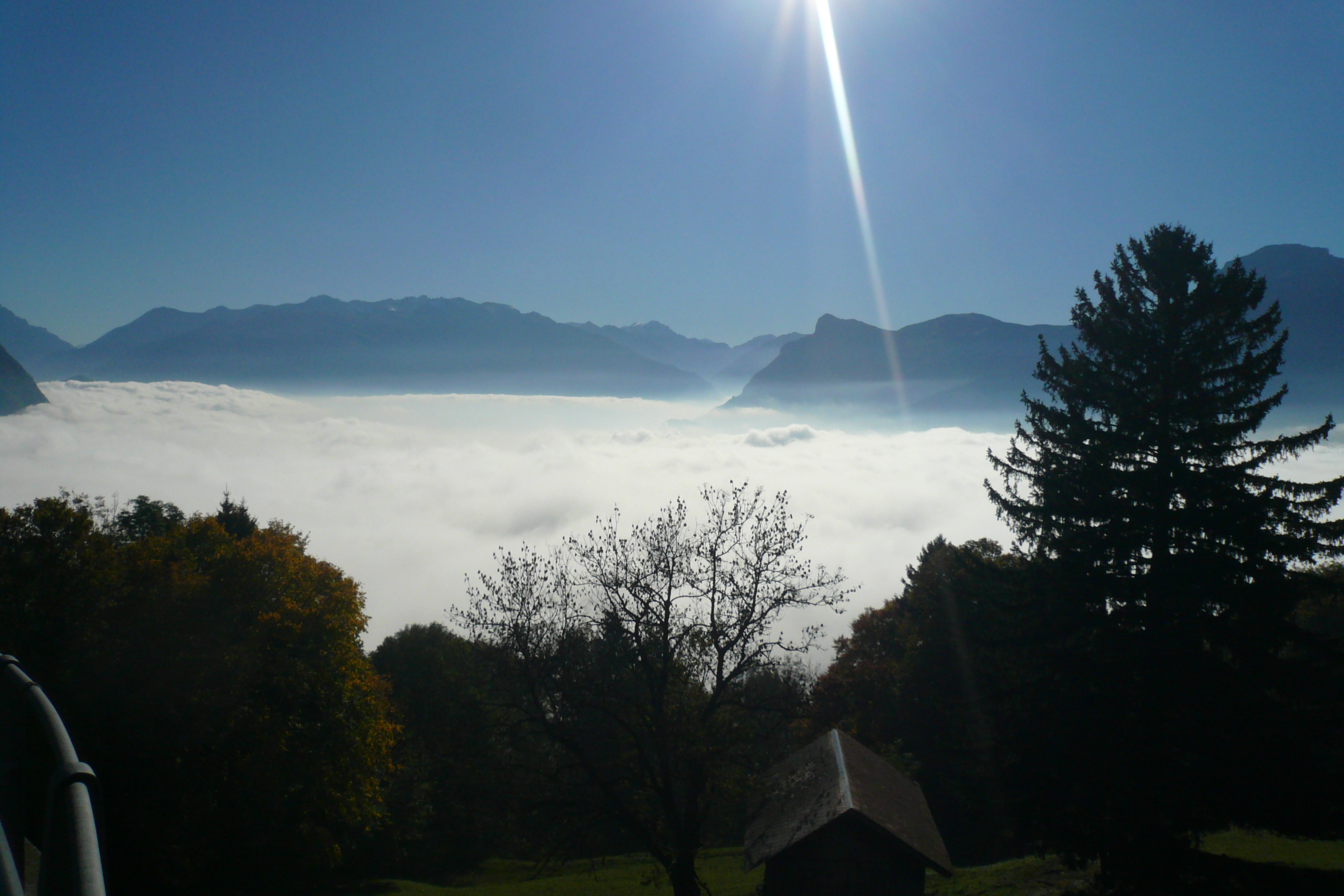
16:19h, die Lücken sind aus flachem Winkel auf ca. 1100 Meter fast unsichtbar, sichtbar jedoch die sich stauende Welle am linken Abhang.
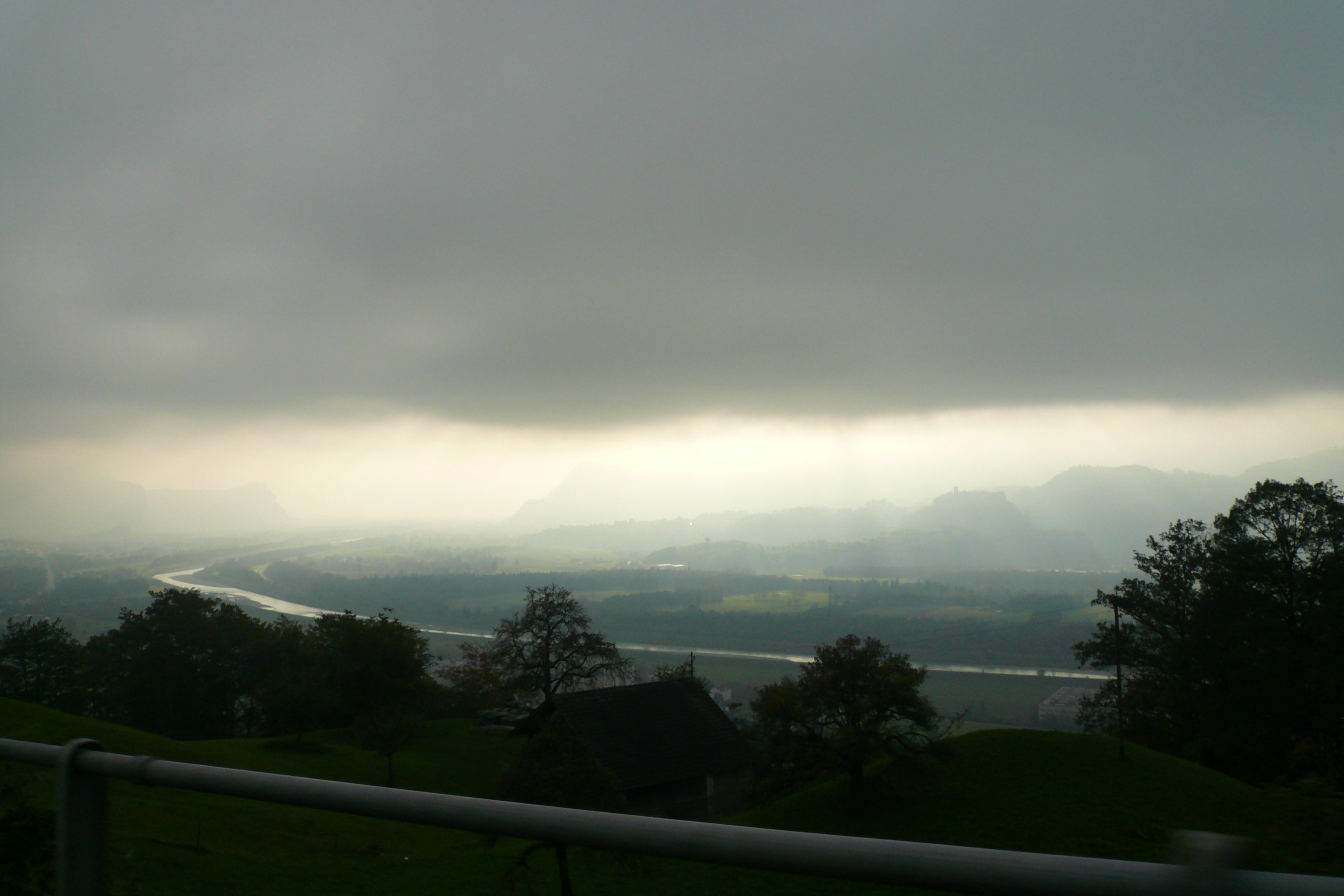
16:49h, Blick unter die Nebeldecke mit durch die Lücken dringender Sonne.
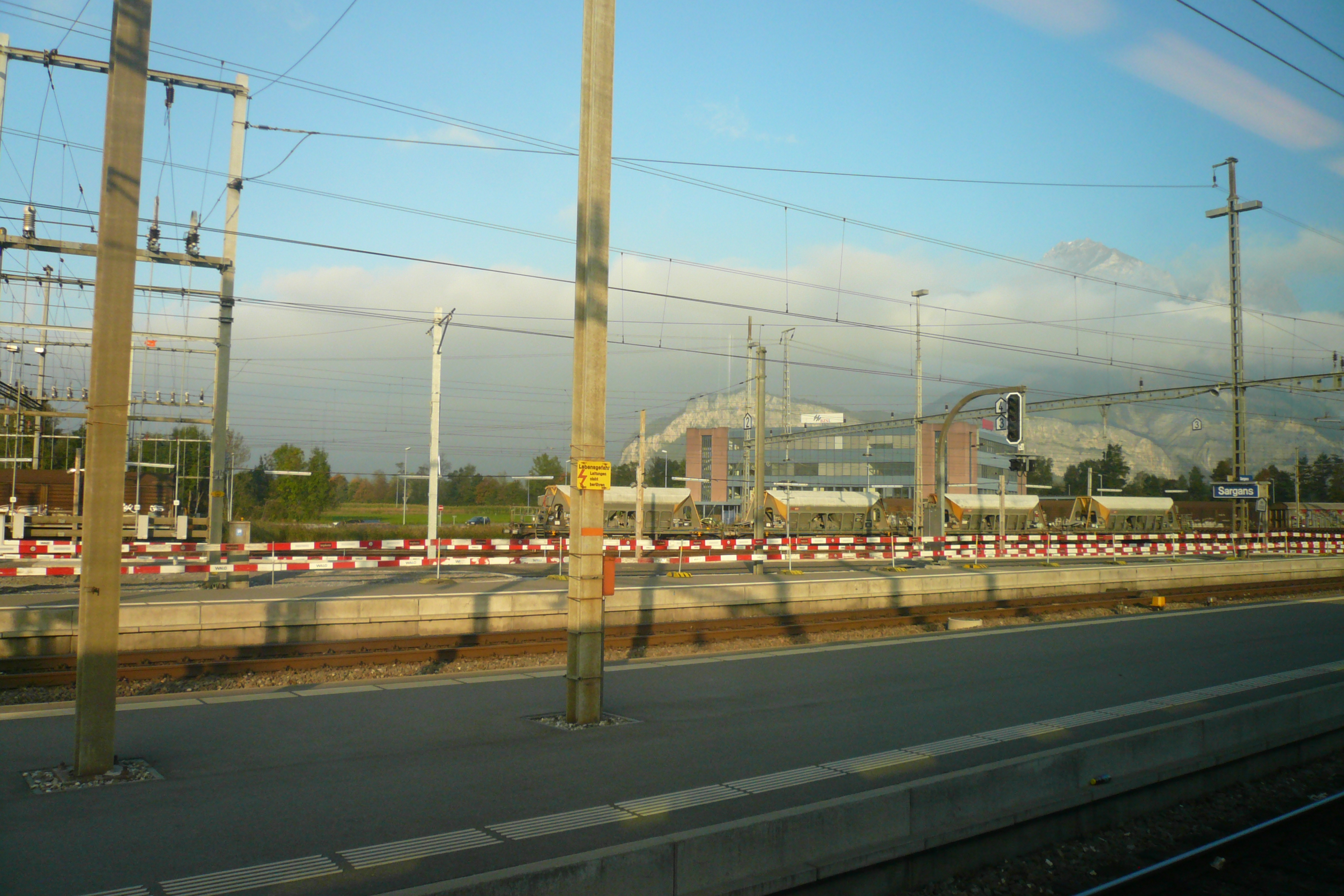
17:27, die Nebelwand von Sargans aus, welches den ganzen Tag nebelfrei blieb.

## Information

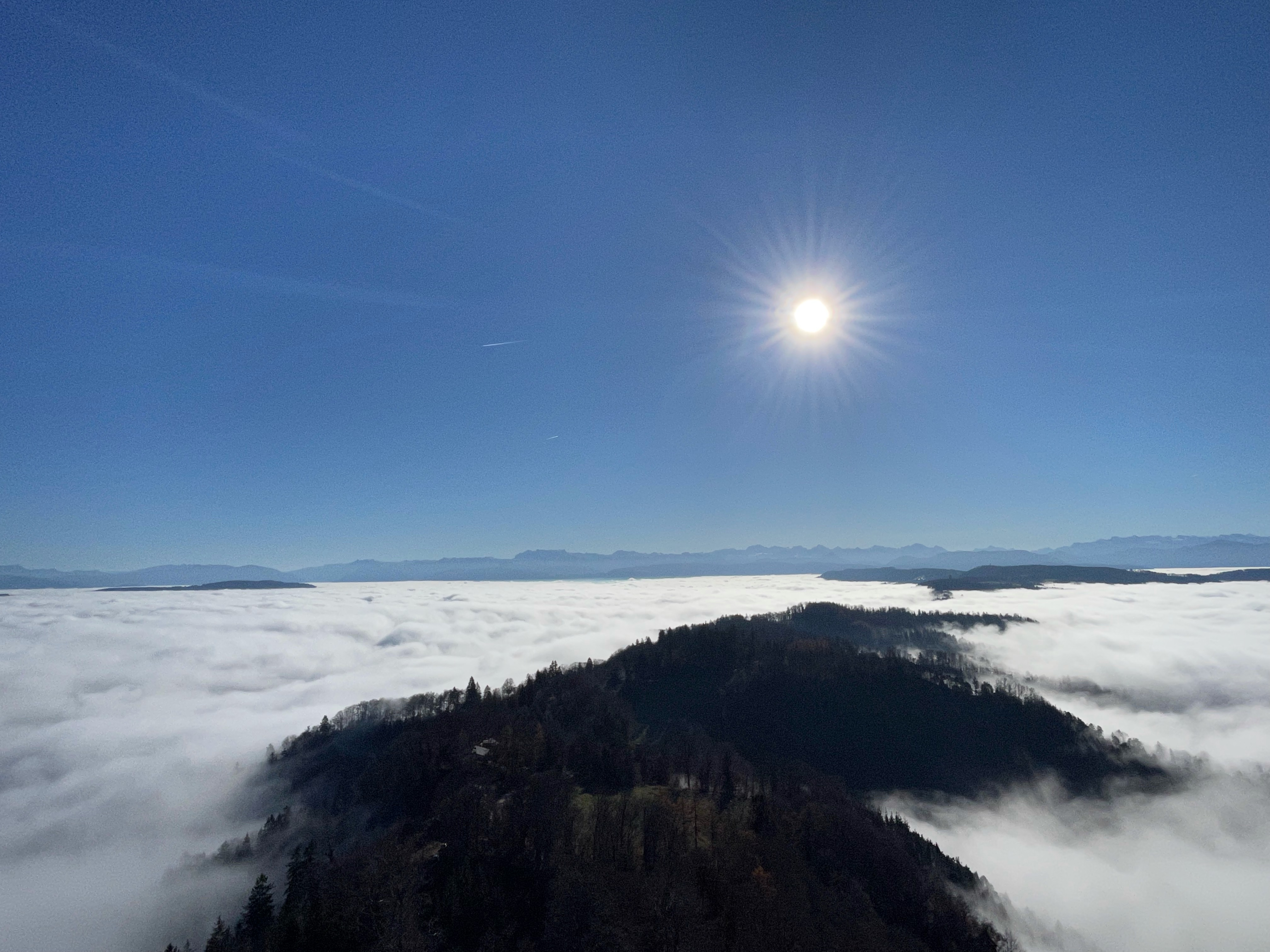
«Üetliberg hell» – Blick bei Hochnebellage über den Albisgrat

Die Obergrenze des Hochnebels wird jeweils in den Wetternachrichten erwähnt.
In der Stadt Zürich trugen die Trams während vielen Jahren bei Hochnebellage eine Tafel an der Front, wenn der Hausberg Uetliberg aus dem Nebel ragte; «Uetliberg hell». Diese für Auswärtige wenig durchschaubare Beschriftung wurde bei der Linie 11 mitunter ergänzt durch die Beschriftung «Forch hell», wenn der Pfannenstiel ebenso frei war. Die Tafeln wurden früher in den Trams mitgeführt, werden jedoch seit ca. 2000 nicht mehr verwendet. Zu sehen ist eine solche Tafel im Tram Museum Zürich.